# 大同镇 (彭水县)
大同镇，是中华人民共和国重庆市彭水苗族土家族自治县下辖的一个乡镇级行政单位。

## 行政区划
大同镇下辖以下地区：
大厂村、龙门村、马驴村和大河村。